# Effry

Effry este o comună în departamentul Aisne din nordul Franței. În 1 ianuarie 2022 avea o populație de 313 de locuitori.
In cimiterul comunal, sunt înmormântați 23 de prizonieri români din Primul Râzboi Mondial.